# The Bachelor and the Bobby-Soxer
The Bachelor and the Bobby-Soxer (prt: O Solteirão e a Pequena; bra: Solteirão Cobiçado, ou O Solteirão Cobiçado) é um filme estadunidense de 1947, do gênero comédia romântica dirigido por Irving Reis com roteiro de Sidney Sheldon.

## Sinopse
A adolescente Susan Turner, interessada no artista e playboy Richard Nugent, enfia-se no apartamento dele para tirar umas fotografias. Só que a irmã mais velha dela, a juíza Margaret Turner, descobre tudo. Mesmo ameaçado de ir para a cadeia, Nugent começa um caso com Susan. 

## Elenco
- Cary Grant ...  Dick
- Myrna Loy ...  Margaret
- Shirley Temple ...  Susan
- Rudy Vallée ...  Tommy
- Ray Collins ...  Beemish

## Principais prêmios e indicações
| Premiação  | Categoria               | Recipiente     | Resultado |
| ---------- | ----------------------- | -------------- | --------- |
| Oscar 1948 | Melhor roteiro original | Sidney Sheldon | Venceu    |